# Euops falcatus
Euops falcatus es una especie de coleóptero de la familia Attelabidae.

## Distribución geográfica
Habita en Australia.